# Condado de Nolan
O Condado de Nolan é um dos 254 condados do Estado americano do Texas. A sede do condado é Sweetwater, e sua maior cidade é Sweetwater.
O condado possui uma área de 2 367 km² (dos quais 5 km² estão cobertos por água), uma população de 15 802 habitantes, e uma densidade populacional de 7 hab/km² (segundo o censo nacional de 2000).
O condado foi fundado em 1876.